# Elektrownia jądrowa Biełojarsk
Elektrownia jądrowa Biełojarsk – rosyjska elektrownia jądrowa; druga w historii elektrownia jądrowa w Związku Radzieckim. Położona nieopodal miasta Biełojarsk, koło Jekaterynburga. Do 1990 roku pracował w niej reaktor typu RBMK.

## Bloki energetyczne
| Nr bloku                 | Blok 1                                    | Blok 2                                    | Blok 3            | Blok 4               | Blok 5            |
| ------------------------ | ----------------------------------------- | ----------------------------------------- | ----------------- | -------------------- | ----------------- |
| Typ                      | RBMK (LWGR)                               | RBMK (LWGR)                               | FBR (powielający) | FBR (powielający)    | FBR (powielający) |
| Model                    | AMB-100                                   | AMB-100                                   | BN-600            | BN-800               | BN-1200           |
| Status                   | w trakcie demontażu                       | wyłączony                                 | aktywny           | aktywny              | planowany         |
| Dostawca                 |                                           |                                           | Minjażmasz        |                      |                   |
| Właściciel               | Ministerstwo Przemysłu i Energii Atomowej | Ministerstwo Przemysłu i Energii Atomowej | Rosenergoatom     | Rosenergoatom        |                   |
| Operator                 | Rosenergoatom                             | Rosenergoatom                             | Rosenergoatom     | Rosenergoatom        |                   |
| Data rozpoczęcia budowy  | 1 czerwca 1958                            | 1 stycznia 1962                           | 1 stycznia 1969   | 18 lipca 2006        | 2025              |
| Data osiąg. stanu kryt.  | 1 września 1963                           | 10 października 1967                      | 26 lutego 1980    | 27 czerwca 2014      |                   |
| Data włączenia do sieci  | 26 kwietnia 1964                          | 29 grudnia 1967                           | 4 sierpnia 1980   | 31 października 2016 | 2036              |
| Data trwałego wyłączenia | 1 stycznia 1983                           | 1 stycznia 1990                           |                   |                      |                   |
| Moc elektryczna netto    | 102 MW                                    | 146 MW                                    | 560 MW            | 820 MW               |                   |
| Moc elektryczna brutto   | 108 MW                                    | 160 MW                                    | 600 MW            | 885 MW               | 1220 MW           |
| Moc termiczna            | 286 MW                                    | 530 MW                                    | 1470 MW           | 2100 MW              |                   |
| Współczynnik wydajności  |                                           |                                           | 74,1%             |                      |                   |

## Historia
Od początku działalności elektrownia ma charakter eksperymentalny, służący do testowania różnych rodzajów reaktorów jądrowych. Pierwszy z nich nie był przystosowany do pracy przemysłowej.
Drugi blok elektrowni był pierwszym blokiem z grafitowym reaktorem kanałowym przystosowanym do przemysłowej produkcji energii elektrycznej. Średnioroczna produkcja prądu elektrycznego w dwóch pierwszych blokach wynosiła, odpowiednio, 8,73 TWh i ok. 22,24 TWh.
Pracujący w niej reaktor na neutrony prędkie, typu BN-600, jest największym tego rodzaju reaktorem na świecie. Jest jedynym reaktorem pracującym obecnie w elektrowni. Nie posiada osłony bezpieczeństwa. Trwa budowa bloku z reaktorem BN-800, a planowana jest budowa kolejnego bloku, z reaktorem BREST.

### Usterki i awarie
Pierwsza awaria w elektrowni wydarzyła się 21 grudnia 1967. Nastąpiło wtedy stopienie się prętów kontrolnych reaktora nr 1 i zablokowanie się ich. Ponieważ pręty nie odpowiadały na sygnały sterujące, postanowiono wyłączyć reaktor i ręcznie wyjąć zablokowane pręty. Uszkodzenia prętów zdarzały się okresowo w latach 1964–1979.
W 1977 nastąpiło stopienie się około połowy prętów paliwowych w reaktorze nr 2. Po około roku napraw, 31 grudnia 1978 w tym samym bloku nastąpił pożar. Wybuchł on w hali maszyn, przy zbiorniku oleju turbogeneratora. Spowodował spalenie się kabli i utratę kontroli nad reaktorem. Przy gaszeniu pożarów napromieniowanych zostało 8 osób.

### Zanieczyszczenie środowiska
Według rosyjskich organizacji ekologicznych w wyniku eksploatacji bloków nr 1 i 2 najbardziej ucierpiał pobliski zbiornik Biełojarski, i połączona z nim rzeka Piszma. Zbiornik miał się stać miejscem nielegalnego pozbywania się odpadów radioaktywnych. Ekolodzy mówią, że zdeponowano tam odpadów o łącznej aktywności ponad 100 kiurów. Obfitość trytu w jeziorze ma być według nich 2-3 razy większa od tła.

### Demontaż wyłączonych bloków
W maju 2014 roku rozpoczął się proces rozbiórki dwóch pierwszych bloków elektrowni. Te prototypowe reaktory (AMB-100 i 200) zostały wyłączone w latach 80. XX wieku.
Paliwo jądrowe z obu reaktorów AMB jest przechowywane na miejscu (190 ton uranu w 5000 zestawów paliwowych) i na składowisku RT-1 ośrodka Maja (76 ton uranu 2200 zestawach paliwowych). Większość z nich uznawana jest za uszkodzone.
Ponieważ elementy paliwowe tych reaktorów mają unikalny kształt, na potrzeby ich obróbki powstaje specjalna linia przetwarzania. Wywóz paliwa ma się rozpocząć w ciągu kilku lat. Trafią one najpewniej do zakładów w Krasnojarsku.
Rozbiórka bloków rozpoczęła się od demontażu turbogeneratora reaktora nr 1. Rozpoczęto też kompaktowanie radioaktywnych odpadów z obu bloków, np. wyposażenia, narzędzi, i ubrań. Trafią one potem do dalszego przetwarzania lub na składowisko docelowe.
Zburzenie budynków bloków nr 1 nr 2 planowane jest na rok 2032. Fazę demontażu elektrowni finansuje Rosenergoatom, operator elektrowni, będąca spółką zależną państwowej firmy Rosatom. Ponieważ w czasach Związku Radzieckiego nie odkładano pieniędzy na demontaż elektrowni, firma będzie musiała pokryć koszty operacji ze środków własnych i/lub państwowych. Dopiero od 1995 roku elektrownie jądrowe w Rosji prowadzą fundusz na przyszłe wydatki związane z kosztami likwidacji siłowni jądrowych.